# Irurtzun
Irurtzun – gmina w Hiszpanii, w Nawarze, o powierzchni 3,74 km². W 2011 roku gmina liczyła 2302 mieszkańców.